# Wagenhausen, Schweiz
Wagenhausen är en ort och kommun i distriktet Frauenfeld i kantonen Thurgau, Schweiz. Kommunen har 1 839 invånare (2023).
Kommunen består av de fyra ortsdelarna Wagenhausen, Kaltenbach, Etzwilen och Rheinklingen.